# Pierre Jaccoud
Pierre Jaccoud (1905 - juliol de 1996) va ser un advocat i polític de Ginebra, Suïssa, que va ser condemnat en 1960 per assassinat encara que no hi va haver proves. És un dels pocs casos d'error judicial en la història suïssa (vegeu, Cas Jaccoud).
Jaccoud va ser un advoca ben conegut en Ginebra. Va començar a treballa en oficina del seu pare i, més tard, es va convertir en soci de l'empresa. Jaccoud va ser de 1953 a 1954 president de la càmera dels advocats de Ginebra. Entre altres coses, va representar Ali Khan com a advocat durant el seu divorci de Rita Hayworth, i va ser advocat de nombroses empreses estrangers a Suïssa. Jaccoud va ser també membre del Gran Consell de Ginebra i titular de posicions polítiques significatives. Jaccoud era casat i va tenir dues filles i un fill.